# Olga Kisseleva
Pour les articles homonymes, voir Kisseleva.
 (mars 2022).
Olga Kisseleva (Ольга Киселева), artiste française, vit et travaille à Paris.

## Biographie
Les installations d'Olga Kisseleva, ses photographies, ses vidéos et ses peintures traitent du mélange des cultures, de la mixité des langages, des nouvelles technologies, de la mouvance des rapports sociaux.
Dès le début des années 1990 Olga Kisseleva intègre, sur invitation de la Fulbright Foundation, une équipe de créateurs qui travaillent sur le développement des technologies numériques aux États-Unis. Elle séjourne notamment à l'université Columbia de New York et à l'université de Californie, où elle participe à l'aventure des premières start-up de la Silicon Valley. 
En conclusion de ce travail universitaire, elle soutient en 1996 sa thèse de doctorat sur les nouvelles formes d'hybridation, rejoint l'Institut des hautes études en arts plastiques à Paris, et ensuite l'université Paris 1 Panthéon-Sorbonne. Elle co-dirige le laboratoire Art&Science, qui joue un rôle pionnier dans le domaine de la création contemporaine de recherche, et de réflexion sur les formes de création émergentes. 
L'œuvre d'Olga Kisseleva entremêle des actions qui se déroulent dans les milieux urbains ou en réseau avec des interventions dans les galeries et musées. Elle a été notamment présentée au Centre national d'art contemporain (Moscou, Russie), à l'ARC (Paris, France), à Kiasma (Helsinki, Finlande), au musée Reina Sofía (Madrid, Espagne), dans les biennales : Biennale de Venise, Biennale d'Istanbul, Biennale de Dakar, Biennale de Tirana, Biennale de Rennes et Biennale de Moscou…
Le travail artistique d'Olga Kisseleva fait partie de nombreuses collections. Son œuvre est notamment intégrée aux collections suivantes : Centre national d’art contemporain (Moscou, Russie), Musée Russe (Saint-Pétersbourg, Russie), CNEAI (Chatou, France), Fonds municipal d'art contemporain de la ville de Marseille, Fonds municipal d'art contemporain de la Ville de Paris, FRAC Aquitaine, FRAC Languedoc-Roussillon, MOMA de New York, musée d’art contemporain de Moscou, musée d'art contemporain Pecci (Prato, Italie) et Fine Art Foundation (New York).
Olga Kisseleva est représentée par la galerie Rabouan Moussion Paris.

## Analyse de quelques œuvres
D'après Alexandra Fau, avec des questions en apparence anodines (How are you?), Olga Kisseleva dresse un état du monde révélant les tensions et les frustrations. Quand elle interroge des jeunes de banlieue sur leurs désirs (Sept envies capitales), le constat est pour le moins édifiant. Les réponses totalement formatées renvoient l’image d’une génération en mal d’avenir qui se prend à rêver aux mêmes attributs que les privilégiés (World Wide VIP).
Il semble qu’Olga Kisseleva se soit elle-même soumise à cette approche introspective lorsqu’elle s’invente une autre vie (Am I different?), un conte de fée qui tourne court (Cendrillon). La série Your self-portrait repose sur un semblable dédoublement de la personne entre l’image qu’elle a d’elle-même et celle qu’elle projette inconsciemment aux autres. 
Autant de jeux d’illusions, de trompe-l’œil et de connexions plus ou moins virtuelles qui créent une ouverture dans le champ de la représentation pour induire une autre réalité. Ainsi la collision de deux mondes que tout oppose (Doors), naît une troisième image presque subliminale ; des cadres d’une grande administration semblent piétiner de leurs pas pressés des Afghans en train de boire tranquillement un thé. 
L’artiste crée un lien invisible entre les lieux et les hommes par le biais d’une image-écran qui transcrit cette instance de passage entre virtuel et réel. Ainsi la pièce intitulée Connexions consistait à projeter une vidéo en temps réel sur la façade en verre de la Fondation Cartier afin de donner l’illusion aux conducteurs que d’autres routes s’offraient à eux. Dans Navigation aux instruments, un semblable sentiment de confusion et de désorientation assaille le visiteur. Pour le projet Autres rivages, le public ne sait s’il doit se fier à lui-même ou à cette artiste démiurge qui tente de redessiner le monde prenant appui sur les avancées scientifiques et technologiques mises à sa disposition. D’ailleurs la création d’Olga Kisseleva très largement ouverte aux autres disciplines (« espace-temps calculé ») n’incarne-t-elle pas ce que Yves Michaud définit comme « art à l’état gazeux » ? 
Bien que complexe et multiforme, l’œuvre d’Olga Kisseleva présente une grande cohérence, avec en filigrane, un engagement inébranlable; qu’il s’agisse de la dénonciation du mensonge (Espace hybride), du partage du monde (Ma part du gâteau), ou du bouleversement de nos certitudes à travers l’artifice de l’image (Autres Rivages).